# محمود مذهب

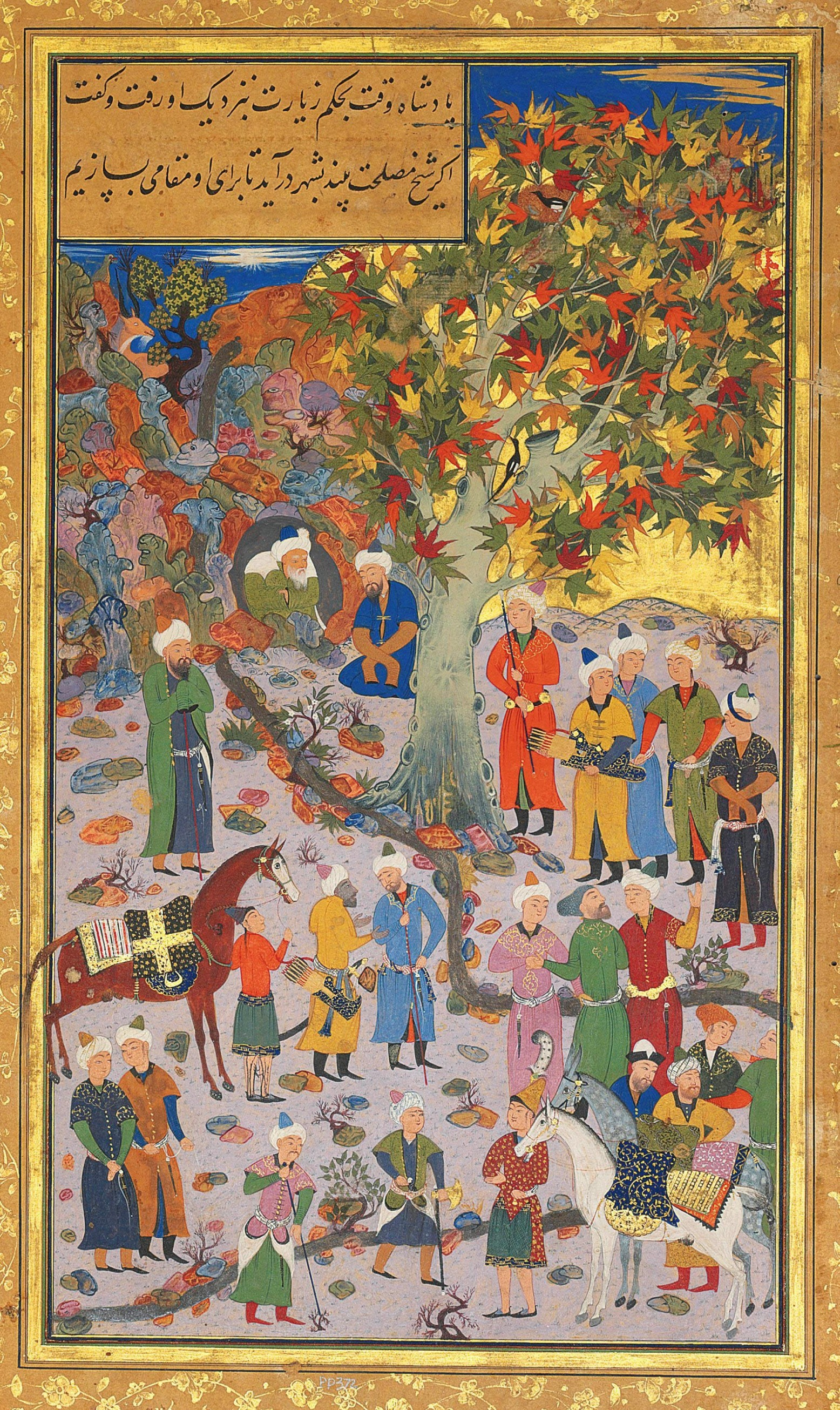
منمنمة بعنوان "زيارة درويش"، مأخوذة من نسخة لكتاب كلستان لسعدي الشيرازي، وهي مُوقعة باسم محمود مذهب. أُنشئت في بخارى، بتاريخ 1560-1561 م. الشخصية في أقصى اليمين، التي ترتدي عصابة على عينها اليسرى، ربما كانت راعية المخطوطة.

محمود مُذهِّب أو محمود المُذهِّب (نشط في الفترة 1500-1560 م) كان رسامًا فارسيًا مسلمًا لعب دورًا رئيسًا في نقل أسلوب الفن التيموري في هرات إلى البلاط الأزبكي في بخارى، وبذلك كان أحد فناني مدرسة بخارى للرسم.